# Dimeji Bankole

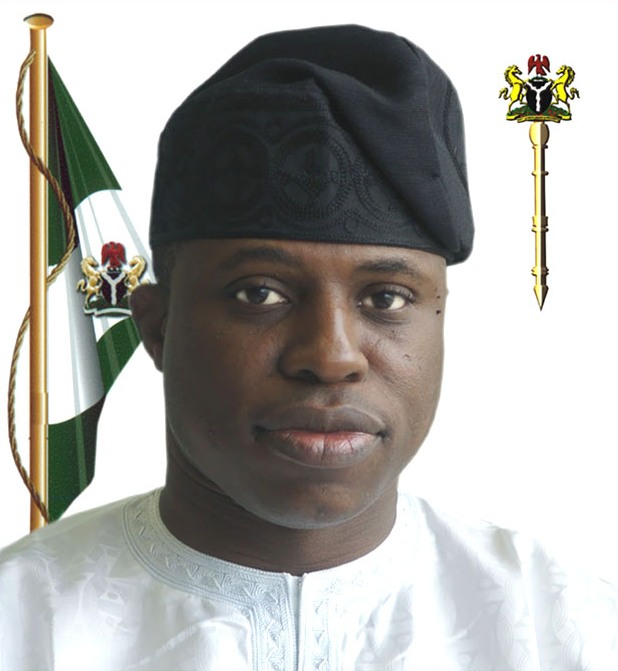
Speaker Dimeji Bankole

Oladimeji „Dimeji“ Sabor Bankole (* 14. November 1969 in Abeokuta, Bundesstaat Ogun, Nigeria) ist ein nigerianischer Politiker.

## Biografie
Bankole, Sohn des Häuptlings vom Stamm der Egba aus dem Volk der Yoruba und früheren Vizevorsitzenden der All Nigeria People’s Party Alani Bankole, studierte nach der Schulausbildung Pädagogik an der University of Reading und erwarb dort einen Bachelor of Arts in Education (B.A.Educ.). Später absolvierte er einen Kurs in Militärtechnik an der Oxford University.
Nach Abschluss des Studiums war er zunächst zwischen 1995 und 1998 Direktor der Freight Agencies Nigeria Limited und im Anschluss bis 2003 Exekutivdirektor für das Operativgeschäft der West African Aluminium Products Limited (WAAP), dessen Vorstandsvorsitzender sein Vater ist. Zugleich war er von 2000 bis 2003 Direktor der ASAP Limited.
Seine politische Laufbahn begann 2003 als Kandidat der People’s Democratic Party (PDP) mit der erstmaligen Wahl zum Abgeordneten des Repräsentantenhauses (Nigerian House of Representatives), in dem er auch nach seiner Wiederwahl am 21. April 2007 den Wahlkreis Abeokuta South vertritt. Als Abgeordneter widmete er sich insbesondere den Themen Finanzen und Verteidigung.
Nach Konstituierung des Parlaments wurde er 2007 zum Parlamentssprecher (Speaker) gewählt.
Bankole verlor bei den Parlamentswahlen am 9. April 2011 seinen Wahlkreis Abeokuta Süd im Bundesstaat Ogun.
Bankole ist ein Polo-Spieler und war Mitglied im Lagos Polo Club, wo er als Verteidiger spielte.
Am 6. Mai 2011 wurde Bankole wegen Korruption verhaftet. Er wurde von der Economic and Financial Crimes Commission (EFCC) der Korruption verdächtigt. Laut EFCC erschien er zweimal nicht zu Anhörungen und zeigte Bestrebungen sich ins Ausland abzusetzen.